# Mady Rahl
Mady Rahl, nata Edith Gertrud Meta Raschke (Neukölln, 3 gennaio 1915 – Monaco di Baviera, 29 agosto 2009), è stata un'attrice tedesca.

## Filmografia parziale

### Cinema
- Gli angeli della strada (Das Gäßchen zum Paradies), regia di Martin Fric (1936)
- La prigioniera di Sidney (Zu neuen Ufern), regia di Douglas Sirk (1937)
- Una notte d'incanto (Eine Nacht im Mai), regia di Georg Jacoby (1938)
- Una ragazza indiavolata (Hallo Janine), regia di Carl Boese (1939)
- La signorina (Fräulein), regia di Erich Waschneck (1939)
- Lillà bianco (Weißer Flieder), regia di Arthur Maria Rabenalt (1940)
- Allegri vagabondi (Die lustigen Vagabunden), regia di Jürgen von Alten (1940)
- Voglio essere amata (Hab mich lieb), regia di Harald Braun (1942)
- Mia moglie è fatta così (Meine Frau Teresa), regia di Arthur Maria Rabenalt (1942)
- Das Konzert, regia di Paul Verhoeven (1944)
- Sag' die Wahrheit, regia di Helmut Weiss (1946)
- Alles für die Firma, regia di Ferdinand Dörfler (1950)
- Scandalo all'ambasciata (Skandal in der Botschaft), regia di Erik Ode (1950)
- La morte nell'ombra (Drei vom Varieté), regia di Kurt Neumann (1954)
- Ober zahlen, regia di E.W. Emo (1957)
- U boat 55 il corsaro degli abissi (Haie und kleine Fische), regia di Frank Wisbar (1957)
- Das Herz von St. Pauli, regia di Eugen York (1957)
- Der Greifer, regia di Eugen York (1958)
- Immer die Radfahrer, regia di Hans Deppe (1958)
- La ragazza dagli occhi di gatto (Das Mädchen mit den Katzenaugen), regia di Eugen York (1958)
- Nuda fra le tigri (Geliebte Bestie), regia di Arthur Maria Rabenalt (1959)
- Le strage di Gotenhafen (Nacht fiel über Gotenhafen), regia di Frank Wisbar (1960)
- Il castello dell'orrore (Der Fälscher von London), regia di Harald Reinl (1961)
- The Bellboy and the Playgirls, regia di Francis Ford Coppola e Fritz Umgelter (1962)
- Lo strangolatore di Londra (Die weiße Spinne), regia di Harald Reinl (1963)
- La locanda di Dartmoor (Das Wirtshaus von Dartmoor), regia di Rudolf Zehetgruber (1964)
- Tim Frazer caccia il misterioso mister X (Tim Frazer jagt den geheimnisvollen Mister X), regia di Ernst Hofbauer (1964)
- Situazione disperata ma non seria (Situation Hopeless -- But Not Serious), regia di Gottfried Reinhardt (1965)
- Giallo cobra (Der Hund von Blackwood Castle), regia di Alfred Vohrer (1968)
- Otto l'eroe delle donne (Otto ist auf Frauen scharf), regia di Franz Antel (1968)
- Le malizie di Venere, regia di Massimo Dallamano (1969)
- Karl May, regia di Hans-Jürgen Syberberg (1974)

### Televisione
- Dem Täter auf der Spur - serie TV, 4 episodi (1969-1973)
- Tatort - serie TV, 2 episodi (1973, 1979)
- Die Wicherts von nebenan - serie TV, 12 episodi (1988-1989)
- Die glückliche Familie - serie TV, 29 episodi (1987-1991)
- Polizeiruf 110 - serie TV, un episodio (2004)